# Běs

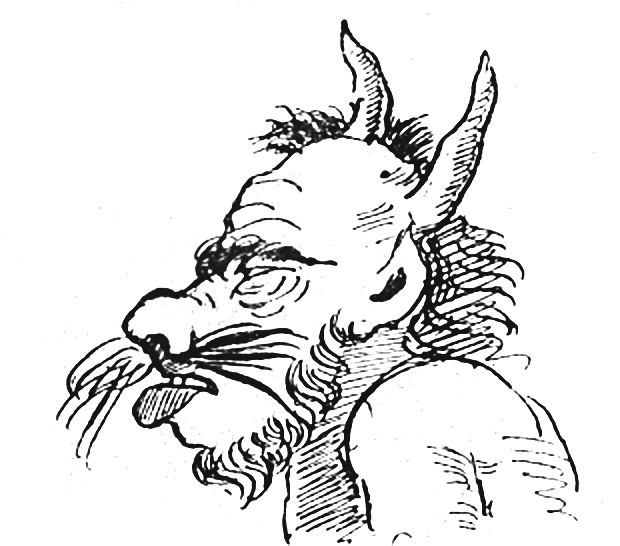
Kresba běsa v Puškinově rukopisu O popovi a jeho dělníku Baldovi, 1831

Běs je slovo používané po christianizaci Slovanů pro různé démony a božstva, křesťany vnímané výrazně negativně. Původně nemuselo mít označení záporný charakter. Významově mu odpovídá staroslověnské divŭ „démon“, odvozené z praindoevropského *deiwós „bůh“. Slovo běs může mít souvislost s litevským baisus „strašný“, Václav Machek je považoval za náhradu za tabuizované sěbъ příbuzné chetitskému sepa, zipa „démon“.
V písemných pramenech jsou běsové často zmiňováni v souvislosti s magií, především pak s věštěním, vizemi a extází. V Pověsti dávných let jsou ztotožněni s návi – zemřelými:
| „ | Nocí býval slyšet hřmot, nářek po ulici, běsi jako lidé uhánějíce; ... když někdo vyšel z domu, aby se podíval, ihned poraněn býval od běsu neviditelně ranou (holí) a díky tomu umřel, proto se nikdo neosmělil a nevycházel z domu. Potom se běsi začali zjevovati ve dne na koních, ale nebylo jich samých viděti, ale koní jich bylo vidět jen kopyta; a takto ranívali tidi Polocké i jeho okolí. A protože si lidé vyprávěli, že to mrtví umrlci (nav'i) zabíjejí obyvatele Polocku. | “ |

Běs je také zmiňován v Slovu o pluku Igorově z konce 12. století kde se o Polovcích uvádí: „...děti Běsovy křikem pole přehradili.“ Karel Jaromír Erben vykládal Běsa jako božstvo totožné s polabským Černobohem a božstvo zmiňované v Knýtlingasáze jako Pizamar vykládal jako Běsomar – slunečního protivníka Černoboha a totožného s Bělbohem.
Později běsové čím dál tím víc splývali s křesťanskými ďábly. Věřilo se například že běs může posednout člověka, od toho je odvozeno slovo „zběsilý“. Ve standardním ruském synodálním překladu Bible je ve verši Marek 5:12 použit termín bjesy (ruský plurál pro běs) v místě, kde démoni (B21), resp. nečistí duchové (ČEP) vstupují do prasat. V lidovém prostředí pak byla představa ďáblů ztotožněna čerty.
Anastasija Alexandrova běsa připodobňuje řeckému dáimonovi a pneumatu, a uvádí že se věřilo že způsobuje slepotu a byl představován jako stvoření pokryté chlupy, s křídly a ocasem, zahalené v temném plášti nebo smrdícího kouřem.

## Kultura
- V pohádce Alexandra Puškina O popovi a jeho dělníku Baldovi je scéna, v níž se Balda setká se starým Běsem, který se vynoří z moře.[10]
- Fjodor Michajlovič Dostojevskij napsal dílo Běsi, které popisuje Rusko v sedmdesátých letech devatenáctého století. Dostojevskij sleduje lidskou touhu po vítězství dobra v zápase se zlem.[11]